# Smithfield (Londres)
Smithfield é um distrito da Cidade de Londres, localizado no centro de Londres, Inglaterra. A rua principal da área é West Smithfield.
Várias instituições da cidade estão localizadas na área, como o Hospital de São Bartolomeu, a Charterhouse e a Libré de Londres, incluindo as das companhias de Açougues e de Armarinho. O mercado de carne de Smithfield data do século X e agora é o único mercado atacadista restante da capital em operação contínua desde os tempos medievais. A área também contém a mais antiga igreja sobrevivente de Londres, São Bartolomeu, o Grande, fundada no ano de 1123.
Smithfield testemunhou muitas execuções de hereges e rebeldes políticos ao longo dos séculos, incluindo o patriota escocês William Wallace e Wat Tyler, líder da revolta camponesa de 1381, entre muitos outros reformadores e dissidentes religiosos.